# Seznam členů Národního shromáždění republiky Československé po volbách v roce 1948
Toto je seznam členů Národního shromáždění republiky Československé po volbách v roce 1948, kteří zasedali v tomto zákonodárném sboru Československa ve volebním období 1948-1954.

## Abecední seznam poslanců
Včetně poslanců, kteří nabyli mandát až dodatečně jako náhradníci (po rezignaci či úmrtí předchozího poslance). V závorce uvedena stranická příslušnost.

### A - H
- Peter Babej (KSS)
- Karol Bacílek (KSS)
- Ing. Gustav Baráček (KSČ)
- Gustav Bareš (KSČ)
- JUDr. prof Jan Bartuška (KSČ)
- Štefan Bašťovanský (KSS)
- JUDr. Václav Bátěk (ČSL)
- Stanislav Baudyš (KSČ)
- Mária Belokostolská (KSS)
- František Beneš (ČSS)
- JUDr. Jaromír Berák (ČSL)
- Josef Beran (KSČ)
- Josef Bína (KSČ)
- Ladislav Blaha (KSČ)
- Bohuslav Bláha (KSČ)
- MUDr. prof František Bláha (ČSSD, pak KSČ)
- Vincent Bohuš (Strana slobody)
- Ondrej Borovský (SSO)
- Josef Borůvka (KSČ)
- JUDr. Vladimír Brežný (SSO)
- JUDr. Jozef Brúha (Strana slobody)
- František Bubník (KSČ)
- Pavel Bučák (KSS)
- Jan Buchvaldek (KSČ)
- Oldřich Burda (KSČ)
- MUDr. Rudolf Bureš (KSČ)
- Emil Burian (KSČ)
- JUDr. Gustav Burian (ČSS)
- JUDr. Vladimír Clementis (KSS)
- František Čáp (KSS)
- Vladimír Čaplovič (KSS)
- JUDr. Alexej Čepička (KSČ)
- Jan Černý (KSČ)
- Josef Černý (ČSS)
- Ladislav Češka (KSČ)
- Bohumil Čihák (KSČ)
- Josef Čihák (KSČ)
- Antonín Číhalík (KSČ)
- Pavol Čollák (KSS)
- Marek Čulen (KSS)
- Peter Danielič (SSO)
- Imrich Daniš (KSS)
- Vojtech Daubner (KSS)
- Pavol David (KSS)
- Václav David (KSČ)
- Ján Daxner (SSO)
- MUDr. Jaromír Dlouhý (KSČ)
- JUDr. Jaromír Dolanský (KSČ)
- PhDr. Julius Dolanský (ČSSD, pak KSČ)
- Stanislav Dolejšek (KSČ)
- František Dostál (KSČ)
- Bohumil Doubek (KSČ)
- Jan Drda (KSČ)
- Michal Drobáň (KSS)
- RSDr. Alexander Dubček (KSS)
- Július Ďuriš (KSS)
- Jolana Durná-Hercková (KSS)
- František Dvořák (KSČ)
- Richard Dvořák (KSČ)
- Josef Ejem (KSČ)
- Evžen Erban (ČSSD, pak KSČ)
- Ida Ertingerová (KSČ)
- JUDr. Michal Falťan (KSS)
- Antonín Fiala (ČSS)
- Zdeněk Fierlinger (ČSSD, pak KSČ)
- Jiří Fleyberk (ČSS)
- Josef Frank (KSČ)
- Antonín Fridrich (ČSL)
- JUDr. Eduard Friš (KSS)
- Stella Gaďurková (KSČ)
- Josef Gemrot (ČSL)
- Robert Gottier (KSS)
- Klement Gottwald (KSČ)
- František Gracel (KSS)
- Antonín Gregor (KSČ)
- František Haduch (KSS)
- JUDr. Kornel Haim (KSS)
- Jiří Hájek (ČSSD, pak KSČ)
- Karel Hajšman (KSČ)
- Jan Harus (KSČ)
- Vilém Hasík (KSČ)
- Ján Haško (SSO)
- Josef Havel (KSČ)
- JUDr. Jaroslav Havelka (ČSSD, pak KSČ)
- Antonín Havlíček (KSČ)
- František Havlín (KSČ)
- Zdeněk Hejzlar (KSČ)
- Jiří Hendrych (KSČ)
- Jaroslav Hladký (ČSSD, pak KSČ)
- Alois Hložek (KSČ)
- JUDr. Ladislav Hobza (ČSS)
- Anežka Hodinová-Spurná (KSČ)
- Ladislav Holdoš (KSS)
- Božena Holečková (KSČ)
- Jozef Holička (KSS)
- JUDr. Ivan Holý (KSČ)
- Oleg Homola (KSČ)
- Jozef Honec (KSS)
- Břetislav Horák (KSČ)
- Ján Horár (KSS)
- Vlasta Horklová-Damková (KSČ)
- Josef Horn (KSČ)
- Ondrej Horvát (KSS)
- Václav Hošek (KSČ)
- Pavel Hron (KSČ)
- Marie Hrušková-Rozsypalová (KSČ)
- Josef Hulínský (KSČ)
- JUDr. Václav Hulínský (ČSS)
- JUDr. Gustáv Husák, CSc. (KSS)

### CH - R
- Stanislav Chalánek (KSČ)
- JUDr. prof. Václav Chytil (ČSL)
- Květoslav Innemann (KSČ)
- František Janata (KSČ)
- Emília Janečková-Muríňová (KSS)
- Ing. Ludmila Jankovcová (ČSSD, pak KSČ)
- Josef Jann (KSČ)
- Josef Janouš (KSČ)
- Jan Janulík (KSČ)
- František Jaroš (KSČ)
- Oskár Jeleň (KSS)
- Jan Jelínek (KSČ)
- JUDr. Miroslav Jelínek (ČSSD, pak KSČ)
- Karel Ježek (KSČ)
- Václav Jiránek (ČSL)
- Václav Jirásek (ČSS)
- JUDr. Oldřich John (ČSSD, pak KSČ)
- Václav Juha (KSČ)
- Anna Jungwirthová (ČSSD, pak KSČ)
- Josef Jura (KSČ)
- MUDr.Ing. Karel Kácl, DrSc.prof. (ČSS)
- Josef Kadura (KSČ)
- František Kaďůrek (ČSL)
- Jan Kalaš (KSČ)
- Pavel Kaniansky (SSO)
- RSDr. Doc. Vasil Kapišovský, CSc. (KSS)
- Josef Kapoun (KSČ)
- Anna Karlovská (KSČ)
- Bohumil Kašpárek (KSČ)
- Josef Kestler (KSČ)
- Jozefina Kišová-Horňáková (KSS)
- Bedřich Klein (KSČ)
- Ladislava Kleňhová-Besserová (KSČ)
- Ján Kleštinský (KSS)
- Bohumil Klícha (KSČ)
- Augustin Kliment (KSČ)
- Karel Kliment (KSČ)
- Miluše Klímová (KSČ)
- JUDr. Miroslav Klinger (ČSS)
- Ondrej Klokoč (KSS)
- Vladimír Knap (KSČ)
- Štěpán Kobylka (ČSS)
- JUDr. Jaroslav Kokeš (KSČ)
- František Koktán (ČSS)
- Jaroslav Kolář (KSČ)
- František Komzala (KSS)
- František Kopecký (ČSS)
- Václav Kopecký (KSČ)
- Ladislav Kopřiva (KSČ)
- Adolf Kořínek (KSČ)
- Rudolf Koštejn(KSČ)
- Josef Kotýnek (KSČ)
- Ladislav Koubek (KSČ)
- Antonín Kovář (ČSSD, pak KSČ)
- Elena Koyšová (KSS)
- Bedřich Kozelka (KSČ)
- Jaroslava Krafková (KSČ)
- František Krajčír (KSČ)
- Jan Krátký (KSČ)
- Jaroslav Kratochvíl (ČSL)
- JUDr. Jaroslav Krofta (KSČ)
- Josef Krosnář (KSČ)
- Marie Křížová (KSČ)
- Jaromír Kubánek (KSČ)
- František Kubant (ČSSD, pak KSČ)
- JUDr. Vladimír Kučera (ČSL)
- František Kukla (KSS)
- Vincent Kútik (KSS)
- František Kutiš (KSČ)
- JUDr. Jozef Kyselý (SSO)
- JUDr. Gerard Langer (KSČ)
- Václav Lavička (KSČ)
- Jaroslav Ledl (KSČ)
- JUDr. Helena Leflerová (KSČ)
- Jarolím Leichman (ČSL)
- Juraj Libovič (KSS)
- Jaroslav Lindauer (ČSSD, pak KSČ)
- Viktor Linhart (KSČ)
- Ján Ľorko (KSS)
- Gustav Loubal (ČSS)
- Josef Lupač (KSČ)
- Božena Machačová-Dostálová (KSČ)
- František Majtl (KSČ)
- Jaroslav Malík (KSČ)
- Jozef Malík (KSS)
- Jozef Malina (SSO)
- Rudolf Martanovič (KSS)
- Marie Matějková (KSČ)
- Jan Mátl (ČSS)
- Karel Mestek (KSČ)
- Václav Mikuláš (ČSS)
- Jozef Mjartan (SSO)
- JUDr. Viera Mouralová-Úlehlová (KSS)
- František Mráz (KSČ)
- Karel Mrázek (KSČ)
- Ján Mrázik (KSS)
- Anna Mrskošová (KSČ)
- Marie Müllerová (KSČ)
- František Musil (KSČ)
- Václav Myška (ČSL)
- Michal Navračič (KSS)
- Jan Nedělka (KSČ)
- PhDr. Zdeněk Nejedlý, akad. (KSČ)
- JUDr. Jan Němec (ČSSD, pak KSČ)
- Josef Nepomucký (KSČ)
- Milada Netušilová (KSČ)
- Alois Neuman (ČSS)
- Jan Niederle (ČSL)
- Václav Nosek (KSČ)
- František Novák (ČSL)
- František Novák (ČSS)
- Ladislav Novomeský (KSS)
- Antonín Novotný (KSČ)
- Jan Novotný (KSČ)
- Vilém Nový (KSČ)
- Marta Obuchová (KSS)
- Michal Ondruš (KSS)
- Oldřich Opletal (KSČ)
- Josef Orel (KSČ)
- JUDr. Stanislav Palát (KSČ)
- Josef Paleček (KSČ)
- Václav Pašek (KSČ)
- Bohumil Patera (KSČ)
- JUDr. Božena Pátková (ČSS)
- JUDr. Zdeňka Patschová (KSČ)
- Josef Pavel (KSČ)
- Václav Pavlíček (KSČ)
- Juraj Pavlov (Strana slobody)
- Alexander Paulovič (KSS)
- Běla Pažoutová (ČSSD, pak KSČ)
- Karel Peck (KSČ)
- Jiří Pelikán (KSČ)
- Jan Pestr (KSČ)
- Jindřich Pešák (KSČ)
- Alois Petr (ČSL)
- Norbert Pexa (ČSL)
- Karla Pfeiferová-Hlávková (KSČ)
- Jan Pilát (KSČ)
- Adolf Pimpara (KSČ)
- Jan Pištěk (KSČ)[1]
- František Plecháč (KSČ)
- František Plechatý (KSČ)
- Jan Plesl (ČSL)
- Jan Plhal (KSČ)
- Dr., h. c. Josef Plojhar (ČSL)
- Richard Podaný (KSČ)
- Vladimír Podborský (ČSSD, pak KSČ)
- Vincent Pokojný (Strana slobody)
- Václav Pokorný (KSČ)
- Karel Poláček (KSČ)
- Milan Polák (SSO)
- JUDr.PhDr. Dionysius Polanský (ČSL)
- JUDr. Antonín Polišenský (ČSL)
- JUDr. Pavol Popaďák (KSS)
- Antonín Pospíšil (ČSL)
- Josef Pospíšil (KSČ)
- Stanislav Pošusta (ČSSD, pak KSČ)
- Ľudovít Pramuka (KSS)
- JUDr. prof. Vladimír Procházka (KSČ)
- JUDr. PhDr. Antonín Prokeš (ČSL)
- Julie Prokopová-Škrabálková (KSČ)
- Arnošt Pšenička (KSS)
- JUDr. Ján Púll (KSS)
- Rudolf Pytlík (ČSSD, pak KSČ)
- Jiřina Rainerová (KSČ)
- Ján Repka (KSS)
- Ferdinand Richter (ČSS)
- Ondrej Roba (KSS)
- JUDr. Ivan Roháľ-Iľkiv (KSS)
- Josef Růzha (ČSS)
- Jozef Rychvalský (KSS)
- František Řezníček (KSČ)
- Václav Říha (ČSS)

### S - Z
- Pavel Sajal (ČSSD, pak KSČ)
- Marie Sedláčková (ČSS)
- Josef Sedlák (ČSL)
- JUDr. Ivo Skála (KSČ)
- Ludvík Skála (bezpartijní, pak KSČ)
- Marie Sklenářová (KSČ)
- Alois Skotnica (KSČ)
- Růžena Skřivanová (ČSS)[2]
- Rudolf Slánský (KSČ)
- Jaroslav Sláva (ČSL)
- Josefa Smejkalová (KSČ)
- Josef Smrkovský (KSČ)
- Gustav Souček (KSČ)
- Jan Sova (ČSL)
- Václav Sova (KSČ)
- JUDr. Bedřich Steiner (KSČ)
- Anděla Sukupová (ČSL)
- Jan Sutr (KSČ)
- Anna Svarovská-Vopičková (KSČ)
- Adolf Svoboda (KSČ)
- František Svoboda (KSČ)
- Ludvík Svoboda (KSČ)
- Oldřich Svoboda (KSČ)
- Rudolf Svoboda (KSČ)
- Ernest Sýkora (KSS)
- Matylda Synková (KSČ)
- Marie Syrovátková-Palečková (KSČ)
- Josef Šafařík (ČSS)
- Marie Šachová (ČSL)
- PhDr. Viliam Šalgovič, CSc. (KSS)
- JUDr. Ján Ševčík (SSO)
- Václav Šimánek (KSČ)
- Pavla Šimonková (KSČ)
- Viliam Široký (KSS)
- Barbora Škrlantová (KSČ)
- prof.Ing. Emanuel Šlechta, Dr. (ČSS)
- Otto Šling (KSČ)
- Ludmila Šmehlíková (KSČ)
- RNDr. Jindřich Šmída (KSČ)
- Karol Šmidke (KSS)
- Ing. Miroslav Šmok (KSČ)
- Jindřich Šnobl (KSČ)
- JUDr. Jozef Šoltész (KSS)
- Marie Šplíchalová (KSČ)
- MUDr. Vavro Šrobár (bezpartijní)
- Věra Šťastná (KSČ)
- Bedřich Šťastný (KSČ)
- JUDr. Ivan Štefánik (SSO)
- Stanislav Štěpánek (KSČ)
- Josef Štětka (KSČ)
- Vladimír Štička (ČSSD, pak KSČ)
- Marie Švermová (KSČ)
- Ing. Jarmila Taussigová-Potůčková (KSČ)
- Václav Tauš (KSČ)
- Bohumil Tejchman (KSČ)
- Margita Teluchová (KSS)
- Jan Teper (KSČ)
- Jozef Tokár (KSS)
- Engelbert Toman (ČSL)
- Vojtech Török (SSO)
- akad.PhDr. František Trávníček (KSČ)
- Marie Trojanová (KSČ)
- Pavel Trombik (KSČ)
- Karel Tula (KSČ)
- František Tymeš (ČSSD, pak KSČ)
- Jindřich Uher (KSČ)
- Josef Uher (KSČ)
- František Urban (ČSL)
- Bohumil Urbánek (ČSS)
- Ján Ušiak (KSS)
- Karel Václavů (KSČ)
- Václav Vach (KSČ)
- JUDr. Zdeněk Vácha (ČSSD, pak KSČ)
- František Vais (KSČ)
- Pavol Valehrach (KSS)
- Ján Válek (SSO)
- Jozef Valo (KSS)
- RNDr. Miloslav Valouch (KSČ)
- Antonín Vandrovec (ČSS)
- PhDr. Otakar Vašek (KSČ)
- Hermína Vaverková (KSČ)
- JUDr. Jindřich Verich (KSČ)
- Rudolf Vetiška (KSČ)
- Antonín Vlach (KSČ)
- Antonín Vlasák (ČSS)
- Josef Vlasák (KSČ)
- Adolf Vodáček (ČSL)
- Jan Vodička (KSČ)
- František Vodsloň (KSČ)
- Emil Vojanec (ČSL)
- Ludvík Vojtěch (KSČ)
- Antonín Volavka (KSČ)
- Jaromír Vošahlík (KSČ)
- Oldřich Vyhnálek (KSČ)
- Růžena Zahrádková (KSČ)
- Karel Zachara (KSČ)
- Antonín Zápotocký (KSČ)
- Helena Zimáková (KSČ)
- Antonín Zmrhal (KSČ)
- Fedor Zorkócy (SSO)
- František Zupka (KSS)
- Josef Zuzaňák (KSČ)
- Josef Zvára (KSČ)
- Antonín Žák (ČSS)
- Andrej Žiak (SSO)
- Adolf Žinčík (KSČ)